# Campeonato Europeo de Halterofilia de 2010
El LXXXIX Campeonato Europeo de Halterofilia se celebró en Minsk (Bielorrusia) entre el 5 y el 11 de abril de 2010 bajo la organización de la Federación Europea de Halterofilia (EWF) y la Federación Bielorrusa de Halterofilia.
Las competiciones se realizaron en las instalaciones de la Arena de Minsk.

## Medallistas

### Masculino
| Evento          | Oro                                                | Plata                                          | Bronce                                             |
| --------------- | -------------------------------------------------- | ---------------------------------------------- | -------------------------------------------------- |
| 56 kg (05.04)   | Vitali Dzerbianiou · Bielorrusia · 118 + 138 = 256 | Smbat Margarian Armenia 109 + 146 = 255        | Tom Goegebuer · Bélgica · 116 + 138 = 254          |
| 62 kg (06.04)   | Erol Bilgin Turquía 139 + 165 = 304                | Antoniu Buci · Rumania · 135 + 165 = 300       | Henadzi Majveyenia · Bielorrusia · 136 + 155 = 291 |
| 69 kg (07.04)   | Ninel Miculescu · Rumania · 153 + 180 = 333        | Mijail Gobeyev · Rusia · 148 + 171 = 319       | Mete Binay Turquía 149 + 165 = 314                 |
| 77 kg (08.04)   | Tigran Martirosian Armenia 165 + 200 = 365         | Krzysztof Szramiak · Polonia · 160 + 191 = 351 | Erkand Qerimaj · Albania · 154 + 190 = 344         |
| 85 kg (09.04)   | Guevorik Poghosian Armenia 165 + 204 = 369         | Ara Jachatrian Armenia 165 + 203 = 368         | Mikalai Novikau · Bielorrusia · 171 + 196 = 367    |
| 94 kg (10.04)   | Arsen Kasabijew · Polonia · 176 + 216 = 392        | Artem Ivanov · Ucrania · 180 + 203 = 383       | Anatoli Cîrîcu Moldavia 175 + 215 = 390            |
| 105 kg (11.04)  | Dmitri Klokov · Rusia · 185 + 224 = 409            | Vladimir Smorchkov · Rusia · 193 + 215 = 408   | Olexi Torojti · Ucrania · 175 + 221 = 396          |
| +105 kg (11.04) | Yevgueni Chiguishev · Rusia · 205 + 235 = 440      | Ruben Alexanian Armenia 195 + 237 = 432        | Matthias Steiner · Alemania · 190 + 236 = 426      |

1. 1 2 3  Arrancada (kg) + dos tiempos (kg) = total olímpico (kg).

### Femenino
| Evento         | Oro                                                | Plata                                              | Bronce                                               |
| -------------- | -------------------------------------------------- | -------------------------------------------------- | ---------------------------------------------------- |
| 48 kg (05.04)  | Nurcan Taylan Turquía 90 + 118 = 198               | Marzena Karpińska · Polonia · 83 + 96 = 179        | Şaziye Okur Turquía 78 + 95 = 173                    |
| 53 kg (06.04)  | Aylin Daşdelen Turquía 88 + 120 = 210              | Boyanka Kostova Bulgaria 87 + 112 = 199            | Valiantsina Liajavets · Bielorrusia · 87 + 111 = 198 |
| 58 kg (07.04)  | Nastassia Novikava · Bielorrusia · 105 + 133 = 238 | Romela Begaj · Albania · 96 + 111 = 207            | Marieta Gotfryd · Polonia · 96 + 110 = 206           |
| 63 kg (08.04)  | Sibel Şimşek Turquía 110 + 134 = 244               | Svetlana Tsarukayeva · Rusia · 114 + 130 = 244     | Roxana Cocoș · Rumania · 99 + 130 = 229              |
| 69 kg (09.04)  | Oxana Slivenko · Rusia · 117 + 145 = 262           | Meline Daluzian Armenia 115 + 145 = 260            | Yuliya Artemova · Ucrania · 111 + 131 = 242          |
| 75 kg (10.04)  | Natalia Zabolotnaya · Rusia · 129 + 156 = 285      | Nadezhda Yevstiujina · Rusia · 127 + 155 = 282     | Lidia Valentín · España · 115 + 140 = 255            |
| +75 kg (10.04) | Tatiana Kashirina · Rusia · 135 + 162 = 297        | Volha Kniazhyshcha · Bielorrusia · 116 + 141 = 257 | Ümmühan Uçar Turquía 117 + 140 = 257                 |

1. 1 2 3  Arrancada (kg) + dos tiempos (kg) = total olímpico (kg).
2. ↑  Descalificación por dopaje de la medallista de bronce, la armenia Hripsime Jurshudian.[1]
3. ↑  Descalificación por dopaje de la medallista de plata, la ucraniana Olha Korobka.[2]

## Medallero
| Núm. | País        | Oro | Plata | Bronce | Total |
| ---- | ----------- | --- | ----- | ------ | ----- |
| 1    | Rusia       | 5   | 4     | 0      | 9     |
| 2    | Turquía     | 4   | 0     | 3      | 7     |
| 3    | Armenia     | 2   | 4     | 0      | 6     |
| 4    | Bielorrusia | 2   | 1     | 3      | 6     |
| 5    | Polonia     | 1   | 2     | 1      | 4     |
| 6    | Rumania     | 1   | 1     | 1      | 3     |
| 7    | Ucrania     | 0   | 1     | 2      | 3     |
| 8    | Albania     | 0   | 1     | 1      | 2     |
| 9    | Bulgaria    | 0   | 1     | 0      | 1     |
| 10   | Alemania    | 0   | 0     | 1      | 1     |
| 10   | Bélgica     | 0   | 0     | 1      | 1     |
| 10   | España      | 0   | 0     | 1      | 1     |
| 10   | Moldavia    | 0   | 0     | 1      | 1     |
|      | TOTAL       | 15  | 15    | 15     | 45    |